# Tynderö distrikt
Tynderö distrikt är ett distrikt i Timrå kommun och Västernorrlands län. Distriktet ligger omkring Tynderö i östra Medelpad. 

## Tidigare administrativ tillhörighet
Distriktet inrättades 2016 och utgörs av Tynderö socken i Timrå kommun.
Området motsvarar den omfattning Tynderö församling hade 1999/2000.

## Tätorter och småorter
I Tynderö distrikt finns en tätort och två småorter.

### Tätorter
- Söråker (del av)

### Småorter
- Mällby och Ava
- Våle